# 光が丘 (名古屋市)
光が丘（ひかりがおか）は、愛知県名古屋市千種区の地名。現行行政地名は光が丘一丁目及び光が丘二丁目。住居表示実施。

## 地理
名古屋市千種区北東部に位置する。東は宮根台・千代が丘、西は汁谷町・御影町・富士見台、南は名東区、北は竹越に接する。

## 歴史
当地は尾張藩の御料林があった土地であったが、戦後の住宅開発の進展により、開発が行われることとなった。この開発の過程で、数多くの分筆がなされ、次第に地番が複雑化していった。そのため住民の自身により、改善を図ることとした。1963年（昭和38年）、自治会により光ヶ丘と命名することに決め、市当局に掛け合うものの認められなかったため、自治会独自に光ヶ丘一丁目から光ヶ丘五丁目までの地番を作成し、郵便局や地図会社に示した上で、通称として使用することとした。1984年（昭和59年）に至ってようやく市当局により、非公式の光ヶ丘一丁目から光ヶ丘五丁目までの範囲を公式の光が丘二丁目とする住居表示が実施された。

### 沿革
- 1984年（昭和59年）12月3日 - 千種区猪高町大字猪子石・汁谷町・鍋屋上野町・御影町の各一部により同区光が丘一丁目が、千種区猪高町大字猪子石・鍋屋上野町・富士見台の各一部により同区光が丘二丁目がそれぞれ成立[1]。同時に住居表示を実施[4]。

## 世帯数と人口
2019年（平成31年）1月1日現在の世帯数と人口は以下の通りである。
| 丁目         | 世帯数    | 人口    |
| ------------ | --------- | ------- |
| 光が丘一丁目 | 749世帯   | 1,608人 |
| 光が丘二丁目 | 491世帯   | 1,261人 |
| 計           | 1,240世帯 | 2,869人 |

### 人口の変遷
国勢調査による人口の推移
| 1980年（昭和55年） | 2,709人 | [ 5 ]     |  |
| 1985年（昭和60年） | 2,643人 | [ 5 ]     |  |
| 1990年（平成2年）  | 2,470人 | [ 6 ]     |  |
| 1995年（平成7年）  | 2,661人 | [ 7 ]     |  |
| 2000年（平成12年） | 2,626人 | [ WEB 6 ] |  |
| 2005年（平成17年） | 2,587人 | [ WEB 7 ] |  |
| 2010年（平成22年） | 2,700人 | [ WEB 8 ] |  |

## 学区
市立小・中学校に通う場合、学校等は以下の通りとなる。また、公立高等学校に通う場合の学区は以下の通りとなる。なお、小・中学校は学校選択制度を導入しておらず、番毎で各学校に指定されている。
| 丁目         | 小学校                                        | 中学校                                      | 高等学校 |
| ------------ | --------------------------------------------- | ------------------------------------------- | -------- |
| 光が丘一丁目 | 名古屋市立富士見台小学校 名古屋市立宮根小学校 | 名古屋市立千種台中学校 名古屋市立千種中学校 | 尾張学区 |
| 光が丘二丁目 | 名古屋市立富士見台小学校 名古屋市立宮根小学校 | 名古屋市立千種台中学校 名古屋市立千種中学校 | 尾張学区 |

## 交通
- 基幹バス - 竹越バス停[2]
  - 東行き：引山・三軒家方面
  - 西行き：栄・名古屋駅（名鉄バスセンター）方面
- 愛知県道215号田籾名古屋線（出来町通）

## 施設
- 愛知中学校・高等学校[2]
- 鈴木外科病院[2]
- 鍋屋上野住宅[2]
- 汁谷第二公園[2]

一丁目。1966年（昭和41年）4月1日供用開始。
- 汁谷第三公園[4]

一丁目。1979年（昭和54年）4月1日供用開始。

## その他

### 日本郵便
- 郵便番号 : 464-0006[WEB 3]（集配局：千種郵便局[WEB 12]）。

### WEB
1. 1 2  “愛知県名古屋市千種区の町丁・字一覧”.   人口統計ラボ. 2016年1月29日閲覧。
2. 1 2  “町・丁目(大字)別、年齢(10歳階級)別公簿人口(全市・区別)”.   名古屋市 (2019年1月23日). 2019年1月23日閲覧。
3. 1 2  “郵便番号”.  日本郵便. 2019年1月6日閲覧。
4. ↑  “市外局番の一覧”.   総務省. 2019年1月6日閲覧。
5. ↑  名古屋市役所市民経済局地域振興部住民課町名表示係 (2015年10月21日). “千種区の町名一覧”.   名古屋市. 2016年1月29日閲覧。
6. ↑  名古屋市役所総務局企画部統計課統計係 (2005年7月1日). “（刊行物）名古屋の町(大字)・丁目別人口 (平成12年国勢調査) (8)千種区(第1表から第3表)” (xls). 2015年10月15日閲覧。
7. ↑  名古屋市役所総務局企画部統計課統計係 (2007年6月27日). “（刊行物）名古屋の町(大字)・丁目別人口 (平成17年国勢調査) (8)千種区(第1表から第3表）” (xls). 2015年10月15日閲覧。
8. ↑  名古屋市役所総務局企画部統計課統計係 (2012年4月22日). “（刊行物）名古屋の町(大字)・丁目別人口 (平成22年国勢調査) (8)千種区(第1表から第3表）” (xls). 2015年10月15日閲覧。
9. ↑  “市立小・中学校の通学区域一覧”.   名古屋市 (2018年11月10日). 2019年1月14日閲覧。
10. ↑  “平成29年度以降の愛知県公立高等学校（全日制課程）入学者選抜における通学区域並びに群及びグループ分け案について”.   愛知県教育委員会 (2015年2月16日). 2019年1月14日閲覧。
11. 1 2 3 4  “都市公園の名称、位置及び区域並びに供用開始の期日” (2019年5月1日). 2019年11月3日閲覧。
12. ↑  郵便番号簿 平成29年度版 - 日本郵便. 2019年01月06日閲覧 (PDF)

### 書籍
1. 1 2  名古屋市計画局 1992, p. 730.
2. 1 2 3 4 5 6 7  「角川日本地名大辞典」編纂委員会 1989, p. 1470.
3. 1 2 3 4 5  杉野尚夫2017, pp. 74–76.
4. 1 2  名古屋市計画局 1992, p. 118.
5. 1 2  名古屋市総務局統計課 1986, p. 14・16.
6. ↑  名古屋市総務局企画部統計課 1991, p. 8.
7. ↑  名古屋市総務局企画部統計課 1996, p. 16.

### 統計資料
- 名古屋市総務局統計課 編『昭和60年国勢調査 名古屋の町・丁目別人口（昭和60年10月1日現在）』名古屋市役所、1986年。
- 名古屋市総務局企画部統計課 編『平成2年国勢調査 名古屋の町（大字）別・年齢別人口（平成2年10月1日現在）』名古屋市役所、1994年。
- 名古屋市総務局企画部統計課 編『平成7年国勢調査 名古屋の町（大字）・丁目別人口（平成7年10月1日現在）』名古屋市役所、1996年。